# Burcklekrater
De Burcklekrater is een onderzeese krater die ongeveer 2.000 km ten zuidoosten van Madagaskar in het zuiden van de Indische Oceaan is gelegen. De krater ligt op een diepte van 3.800 meter en heeft een diameter van 30 km.
Deze krater is waarschijnlijk vrij recent (ca. 2800-3000 v.Chr.) ontstaan door een meteoriet- of komeetinslag.   
De krater is ontdekt door de Holocene Impact Working Group. De positie was te achterhalen door middel van prehistorische chevronduinformaties op Madagaskar en Australië. Vanuit de posities van die formaties was de locatie van de krater te trianguleren.

## Formatie
De krater is nog niet gedateerd met C14-datering, maar de Holocene Impact Working Group vermoedt dat hij tijdens het Holoceen ongeveer 5.000 jaar geleden (ca. 2800-3000 v.Chr.) is ontstaan. Bij de inslag zouden megatsunami's zijn ontstaan die de eerder genoemde duinformaties hebben gevormd.

## Legende
Bij de inslag moeten megatsunami's zijn ontstaan die alle kusten van de Indische oceaan bereikt hebben. Waarschijnlijk waren ze groot en krachtig genoeg om meer dan honderd km landinwaarts te stromen. De Bijbel en andere oude teksten spreken over een Zondvloed die de gehele aarde bedekte en alle menselijke beschavingen wegvaagde. Leden van de Holocene Impact Working Group hebben de hypothese naar voren gebracht dat alle vloedlegenden als gevolg van deze inslag zijn ontstaan. Door alle oude vloedlegenden met elkaar te vergelijken kan opgemaakt worden dat de grote vloed begon op de morgen van 10 mei 2807 v.Chr.. Dat was in de periode van de inslag.
In deze periode vonden een aantal belangrijke gebeurtenissen plaats:
- De Vroeg-Harappa-Ravi-fase van de Indusbeschaving eindigde;
- In Sumer eindigde de regeerperiode van antediluviaanse koningen en begon de dynastie van Kish I;
- De pre-Xia-dynastie van de Drie Soevereinen en de Vijf Oerkeizers begon rond 2850 v.Chr. (waarvan de eerste twee figuren Fuxi en Nüwa beschreven zijn als de overlevenden van de grote vloed en zo de voorouders van de mensheid);
- Tijdens de regering van farao Semerchet (ca. 2900-2800 v.Chr.) vond volgens de geschiedschrijver Manetho een 'vreselijke ramp' plaats (maar zegt niet wat het was);
- Volgens de Septuagint versie van Genesis vond de Zondvloed rond het jaar 3.000 v.Chr. plaats.